# جان دالی
جان دالی (انگلیسی: John Daly؛ ۲۲ فوریه ۱۸۸۰ – ۱۱ مارس ۱۹۶۹ (aged 89)) ورزشکار دو و میدانی اهل بریتانیا بود.
وی در مسابقات کشوری و بین‌المللی در مجموع برندهٔ ۳ مدال نقره، ۱ مدال برنز شده‌است.